# Har Kefir
Har Kefir (hebreiska: הר כפיר) är ett berg i Israel.   Det ligger i distriktet Norra distriktet, i den norra delen av landet. Toppen på Har Kefir är 938 meter över havet. Har Kefir ingår i Haré Meron.
Terrängen runt Har Kefir är huvudsakligen lite bergig.Runt Har Kefir är det tätbefolkat, med 982 invånare per kvadratkilometer. Närmaste större samhälle är Karmi'el, 10,3 km väster om Har Kefir. Trakten runt Har Kefir består till största delen av jordbruksmark.